# سفين مولر (سائق سيارة سباق)
سفين مولر (بالألمانية: Sven Müller)‏ هو سائق سيارة سباق ألماني، ولد في 7 فبراير 1992 في ماينتس في ألمانيا.

## وصلات خارجية
- الموقع الرسمي
- سفين مولر على موقع Racing-Reference.info (الإنجليزية)
- سفين مولر على موقع DriverDB.com (الإنجليزية)